# ККС и КАС алгебры
ККС-алгебры (основанные на канонических коммутационных соотношениях) и КАС-алгебры (основанные на канонических антикоммутационных соотношениях) используются в математическом аппарате квантовой механики, квантовой статистической механики и квантовой теории поля при описании статистики и наблюдаемых свойств всех элементарных частиц: бозонов и фермионов, соответственно..

## ККС-алгебры и КАС-алгебры как *-алгебры
Пусть {\displaystyle V} - вещественное векторное пространство, снабженное невырожденной вещественной антисимметричной билинейной формой {\displaystyle (\cdot ,\cdot )} (т.е. симплектическое векторное пространство). унитальная *-алгебра, порожденная элементами {\displaystyle V}, в которой выполняются соотношения
{\displaystyle fg-gf=i(f,g)}
{\displaystyle f^{*}=f}
для любых {\displaystyle f,g} в {\displaystyle V} называется алгеброй канонических коммутационных соотношений (ККС-алгеброй).
Если, наоборот, {\displaystyle V} снабжено невырожденной вещественной симметричной билинейной формой {\displaystyle (\cdot ,\cdot )} унитальная *-алгебра, порожденная элементами {\displaystyle V}, в которой выполняются соотношения
{\displaystyle fg+gf=(f,g)}
{\displaystyle f^{*}=f}
для всех {\displaystyle f,g} в {\displaystyle V} называется алгеброй канонических антикоммутационных соотношений (КАС-алгеброй).

## ККС C*-алгебра
Существует отдельное, но тесно связанная с основной разновидность ККС-алгебры, называемая ККС C*-алгеброй. Пусть {\displaystyle H} - вещественное симплектическое векторное пространство с неособой симплектической формой {\displaystyle (\cdot ,\cdot )}. В теории операторных алгебр алгебра ККС над {\displaystyle H} является унитальной C*-алгеброй, порожденной элементами {\displaystyle \{W(f):f\in H\}} обладающими свойствами
{\displaystyle W(f)W(g)=e^{-i(f,g)}W(f+g)}
{\displaystyle W(f)^{*}=W(-f)}
Они называются формой Вейля канонических коммутационных соотношений и, в частности, подразумевают, что каждый элемент {\displaystyle W(f)} является унитарным и {\displaystyle W(0)=1}. Хорошо известно, что ККС-алгебра является простой несепарабельной алгеброй и уникальна с точностью до изоморфизма.
Когда {\displaystyle H} является гильбертовым пространством, а {\displaystyle (\cdot ,\cdot )} задается мнимой частью внутреннего произведения, ККС-алгебра достоверно представляется на симметричном пространстве Фока поверх {\displaystyle H}, при помощи соотношения:
{\displaystyle W(f)\left(1,g,{\frac {g^{\otimes 2}}{2!}},{\frac {g^{\otimes 3}}{3!}},\ldots \right)=e^{-{\frac {1}{2}}||f||^{2}-\langle f,g\rangle }\left(1,f+g,{\frac {(f+g)^{\otimes 2}}{2!}},{\frac {(f+g)^{\otimes 3}}{3!}},\ldots \right)}
для любых {\displaystyle f,g\in H}. Операторы поля {\displaystyle B(f)} определяются для каждого {\displaystyle f\in H} как генераторы однопараметрической унитарной группы 
{\displaystyle (W(tf))_{t\in \mathbb {R} }} на симметричном пространстве Фока. Они являются самосопряженными неограниченными операторами, однако они формально удовлетворяют соотношению
{\displaystyle B(f)B(g)-B(g)B(f)=2i\mathrm {Im} \langle f,g\rangle }
Поскольку отношение {\displaystyle f\mapsto B(f)} является вещественнолинейным, поэтому операторы {\displaystyle B(f)} определяют ККС-алгебру над {\displaystyle (H,2\mathrm {Im} \langle \cdot ,\cdot \rangle )} в смысле раздел 1.

## КАС C*-алгебра
Пусть {\displaystyle H} - гильбертово пространство. В теории операторных алгебр КАС-алгебра - это уникальное  C*-пополнение комплексной унитальной *-алгебры, порожденной элементами {\displaystyle \{b(f),b^{*}(f):f\in H\}} с учетом отношений
{\displaystyle b(f)b^{*}(g)+b^{*}(g)b(f)=\langle f,g\rangle ,\,}
{\displaystyle b(f)b(g)+b(g)b(f)=0,\,}
{\displaystyle \lambda b^{*}(f)=b^{*}(\lambda f),\,}
{\displaystyle b(f)^{*}=b^{*}(f),\,}
для всех {\displaystyle f,g\in H}, {\displaystyle \lambda \in \mathbb {C} }. Когда {\displaystyle H} отделима, КАС-алгебра представляет собой приближенно конечномерную C*-алгебру и, в частном случае бесконечномерного {\displaystyle H}, ее часто записывают как {\displaystyle {M_{2^{\infty }}(\mathbb {C} )}}.
Пусть {\displaystyle F_{a}(H)} будет антисимметричным пространством Фока над {\displaystyle H} и пусть {\displaystyle P_{a}} будет ортогональной проекцией на антисимметричные векторы:
{\displaystyle P_{a}:\bigoplus _{n=0}^{\infty }H^{\otimes n}\to F_{a}(H).\,}
КАС-алгебра точно представляется в {\displaystyle F_{a}(H)}, при помощи соотношения
{\displaystyle b^{*}(f)P_{a}(g_{1}\otimes g_{2}\otimes \cdots \otimes g_{n})=P_{a}(f\otimes g_{1}\otimes g_{2}\otimes \cdots \otimes g_{n})\,}
для всех {\displaystyle f,g_{1},\ldots ,g_{n}\in H} и {\displaystyle n\in \mathbb {N} }. Тот факт, что они образуют C *-алгебру, объясняется тем фактом, что операторы рождения и уничтожения в антисимметричном пространстве Фока являются ограниченным операторами. Более того, операторы поля {\displaystyle B(f):=b^{*}(f)+b(f)} удовлетворяют соотношению
{\displaystyle B(f)B(g)+B(g)B(f)=2\mathrm {Re} \langle f,g\rangle ,\,}
дающему связь с глава 1.